# 阿齐兹·伊布拉希莫夫
阿齐兹·伊布拉希莫夫(Aziz Ibragimov，1986年7月21日) 是目前效力于中超联赛青岛中能足球俱乐部的一名 乌兹别克斯坦球员。他的位置是前锋或右前卫。
2009-2010赛季结束，他收到了来自斯洛伐克,斯洛文尼亚和其他捷克俱乐部的邀请，但是他仍然选择留在捷克足球甲级联赛的波希米安1905足球俱樂部。
他是乌兹别克斯坦国脚。

## 国家队出场统计

### 国家队入球记录
| # | 日期          | 地点             | 对手     | 比分 | 结果 | 比赛类型            |
| - | ------------- | ---------------- | -------- | ---- | ---- | ------------------- |
|   | 2007年7月2日  | 坡州, 韩国       | 伊拉克   | 2-0  | 胜   | 友谊赛              |
|   | 2007年7月14日 | 吉隆坡, 马来西亚 | 马来西亚 | 5-0  | 胜   | 2007年亚洲杯 小组赛 |
|   | 2008年6月2日  | 新加坡, 新加坡   | 新加坡   | 7-3  | 胜   | 2010年世界杯预选赛  |